# Ratha (architettura)

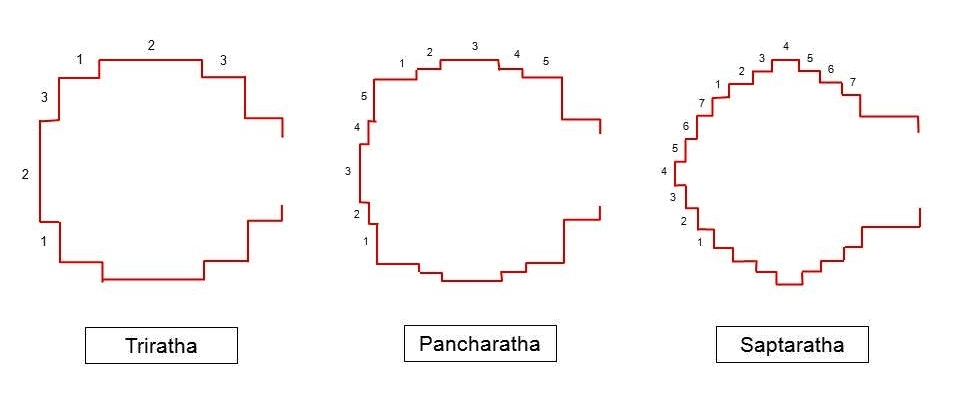
Piante dei principali tipi di edifici con ratha

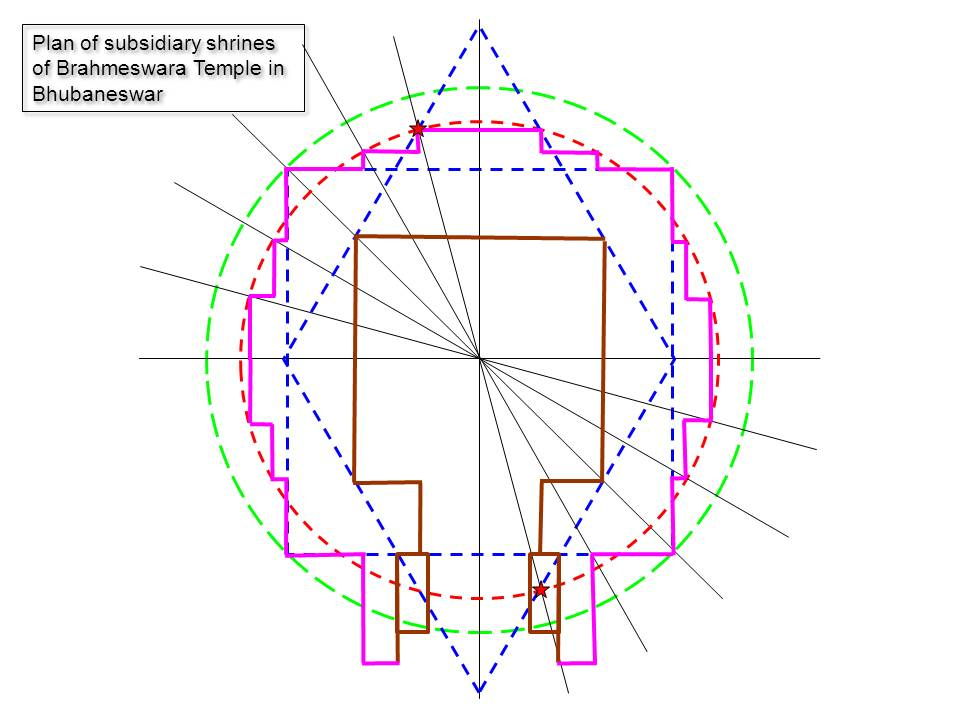
Disegno di un piano pancharatha (5 ratha).

Nell'architettura dei templi indù, un ratha è una sfaccettatura o proiezione sfalsata verticale sul piano di una struttura, in particolare dello shikhara sopra il santuario. Il termine ha lo stesso significato quando applicato alle forme delle basi delle statue.
Un ratha viene generalmente trasportato dal fondo del tempio alla sovrastruttura. Gli angoli di ogni ratha toccano cerchi immaginari sulla pianta del tempio, centrati sulla murti o immagine di culto all'interno del santuario. I lati sono orientati lungo l'asse orizzontale principale del tempio (normalmente est-ovest) o ad esso ortogonale, generando (tranne intorno all'ingresso del santuario) una pianta sfaccettata che armonizza il quadrato e il cerchio, diventando più circolare nella forma complessiva all'aumentare del numero di ratha.
I ratha (sfaccettature) possono essere decorati con figure geometriche o statue, come le statue di un guardiano che guarda all'esterno o una nicchia con una statua di una divinità. A volte, la sfaccettatura del ratha è scavata verso l'interno; questi sono ratha con recessi. Se c'è solo una sfaccettatura, questo è un tempio con tre ratha (triratha): il muro e la sfaccettatura a sinistra e a destra.
Se ci sono una sfaccettatura principale e una secondaria, il tempio ha cinque ratha (pancharatha). Ci sono anche templi con sette ratha (saptaratha) e nove ratha (navaratha).

## Etimologia
In sanscrito, la parola "ratha" significa "carro", ma il legame con questo significato non è chiaro. Un ratha, che significa carro, è anche il carro del tempio utilizzato per la lavorazione dei murti durante le feste, e un "tempio ratha" è progettato per assomigliare a un carro, con ruote ai lati e spesso cavalli. L'esempio più famoso è il Tempio del Sole, Konarak.

## Esempi di templi triratha
- Tempio di Parasurameswar a Bhubaneswar

Templi Triratha
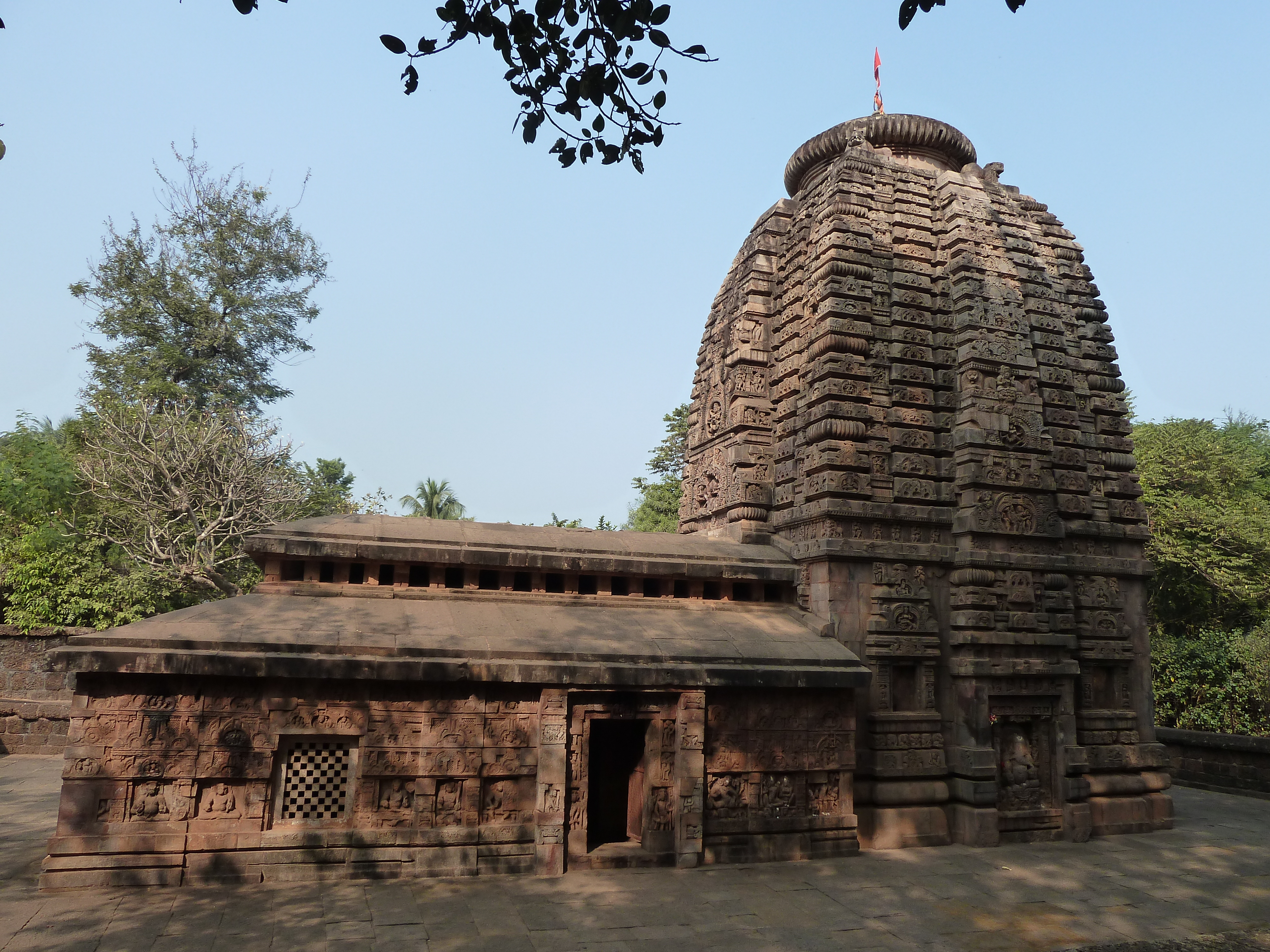
Parasurameswar Temple

## Esempi di templi pancharatha
- Tempio di Lingaraja a Bhubaneswar
- Tempio di Lakshmana a Khajuraho
- Tempio di Jagannath a Puri, Orissa

Templi Pancharatha
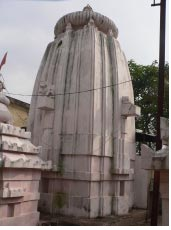
Isanesvara Siva Temple in Bhubaneswar
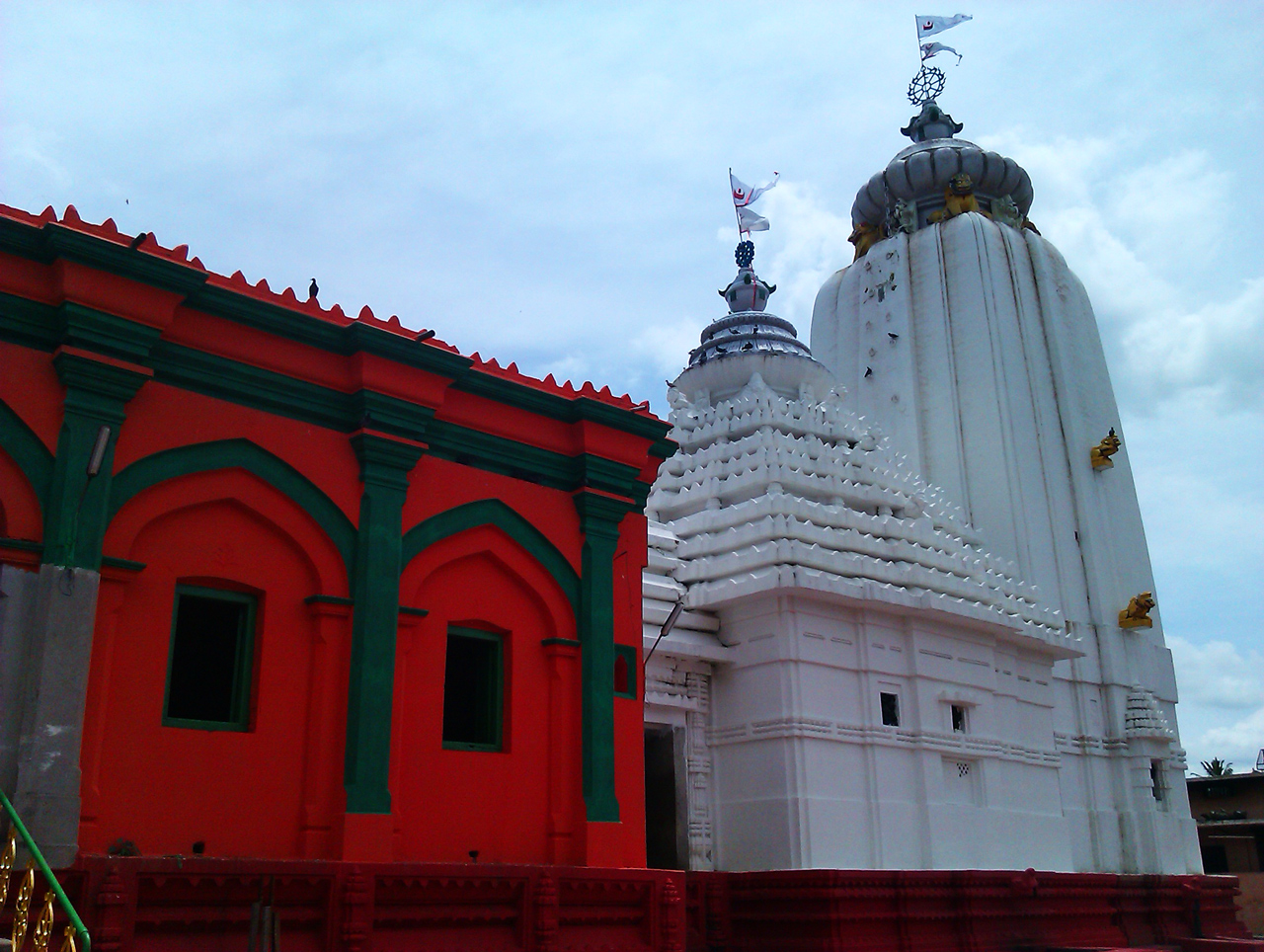
Jagannath Temple in Baripada
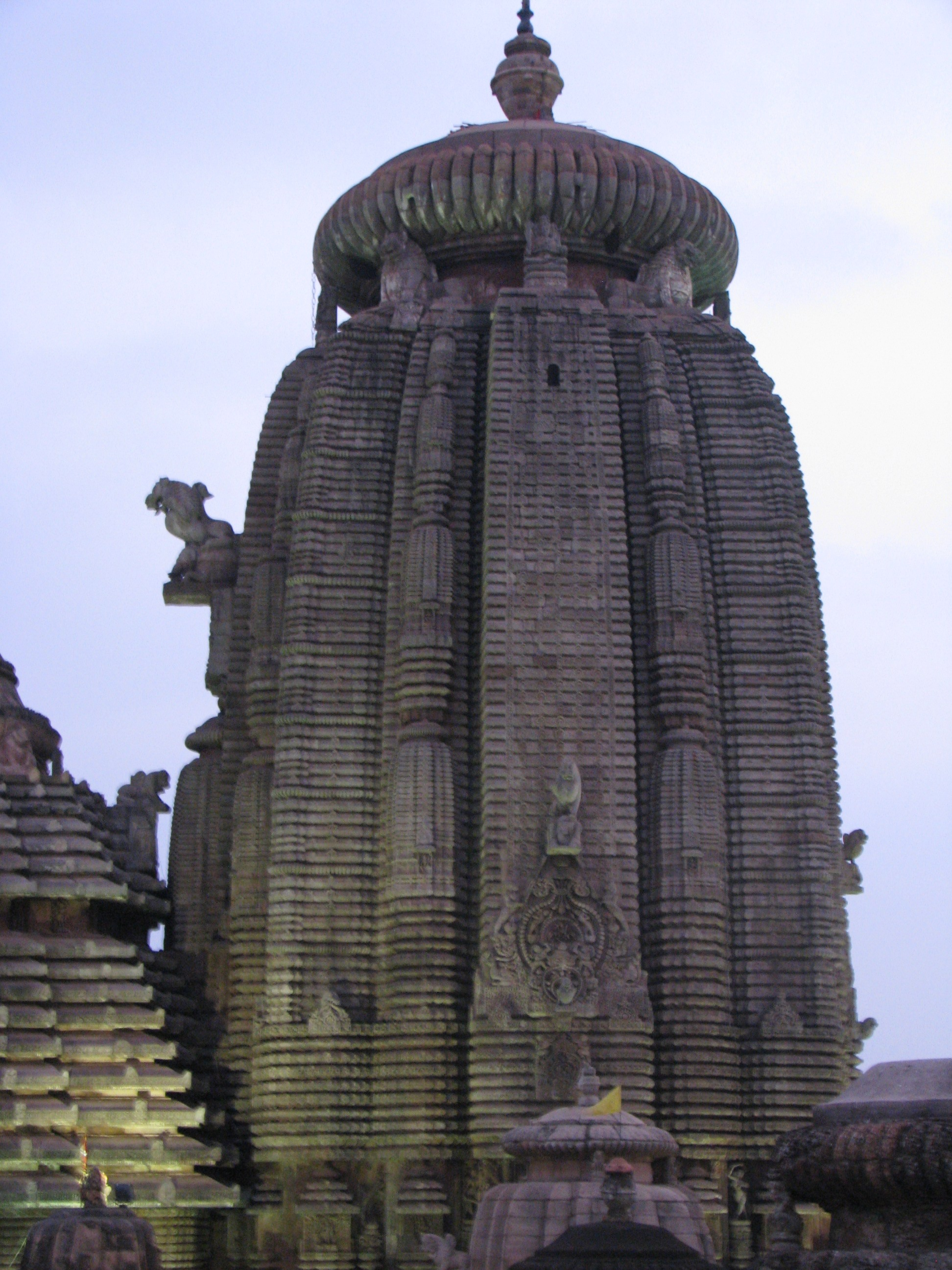
Lingaraja Temple in Bhubaneswar

## Esempi di templi saptaratha
- Tempio di Chaturbhuja a Khajuraho
- Tempio di Shiva Lakhesvara vicino a Bhubaneswar
- Shikhara del tempio di Swayambhunath a Katmandou

Templi Saptratha
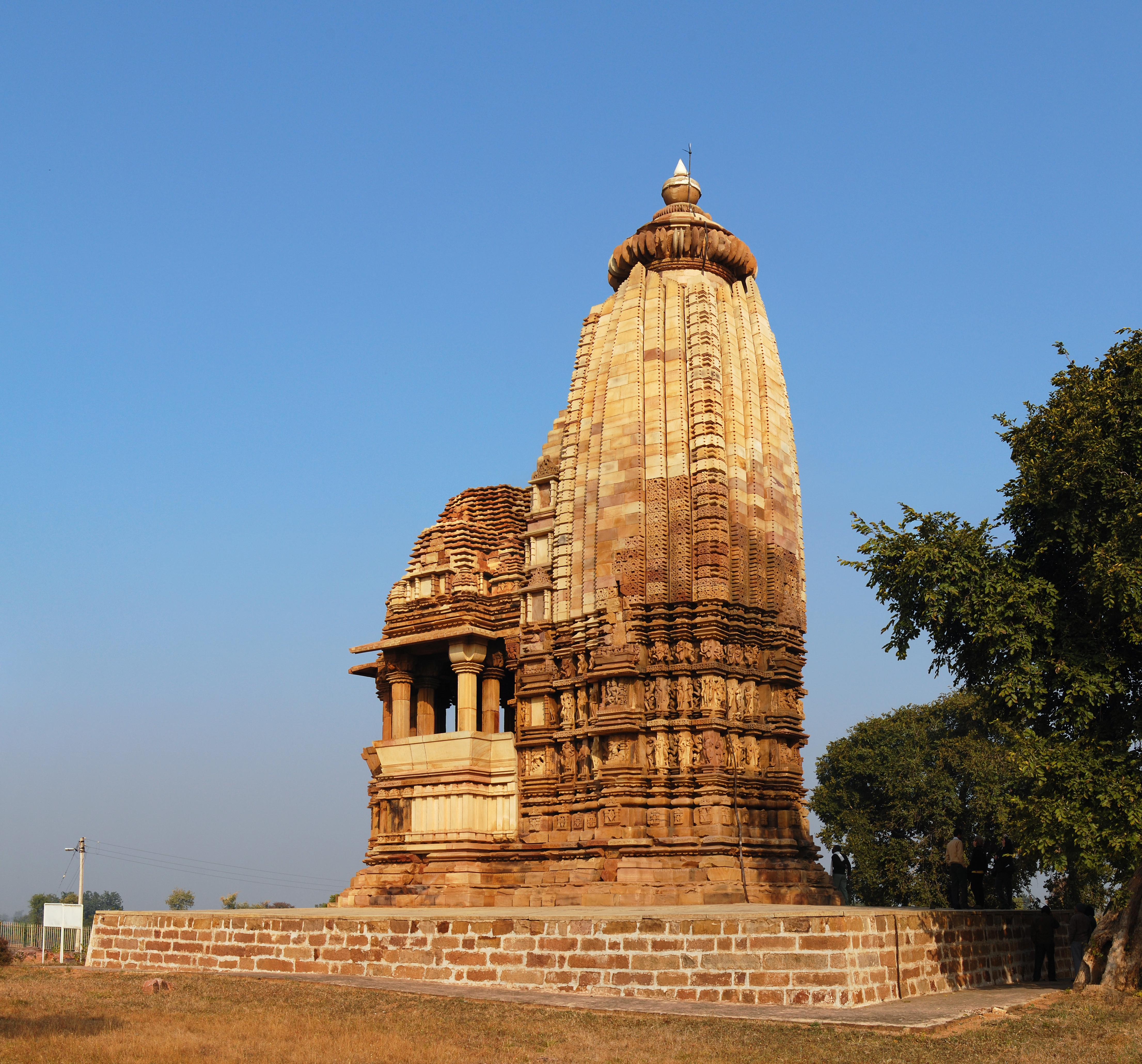
Chaturbhuja Temple
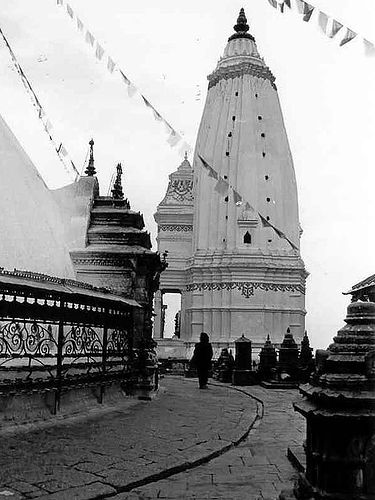
Shikhara of Swayambunath

## Esempi di templi navaratha
- Tempio di Adinath a Khajuraho
- Tempio di Vamana a Khajuraho
- Tempio di Shiva Purvesvara vicino a Bhubaneswar

Templi Navaratha
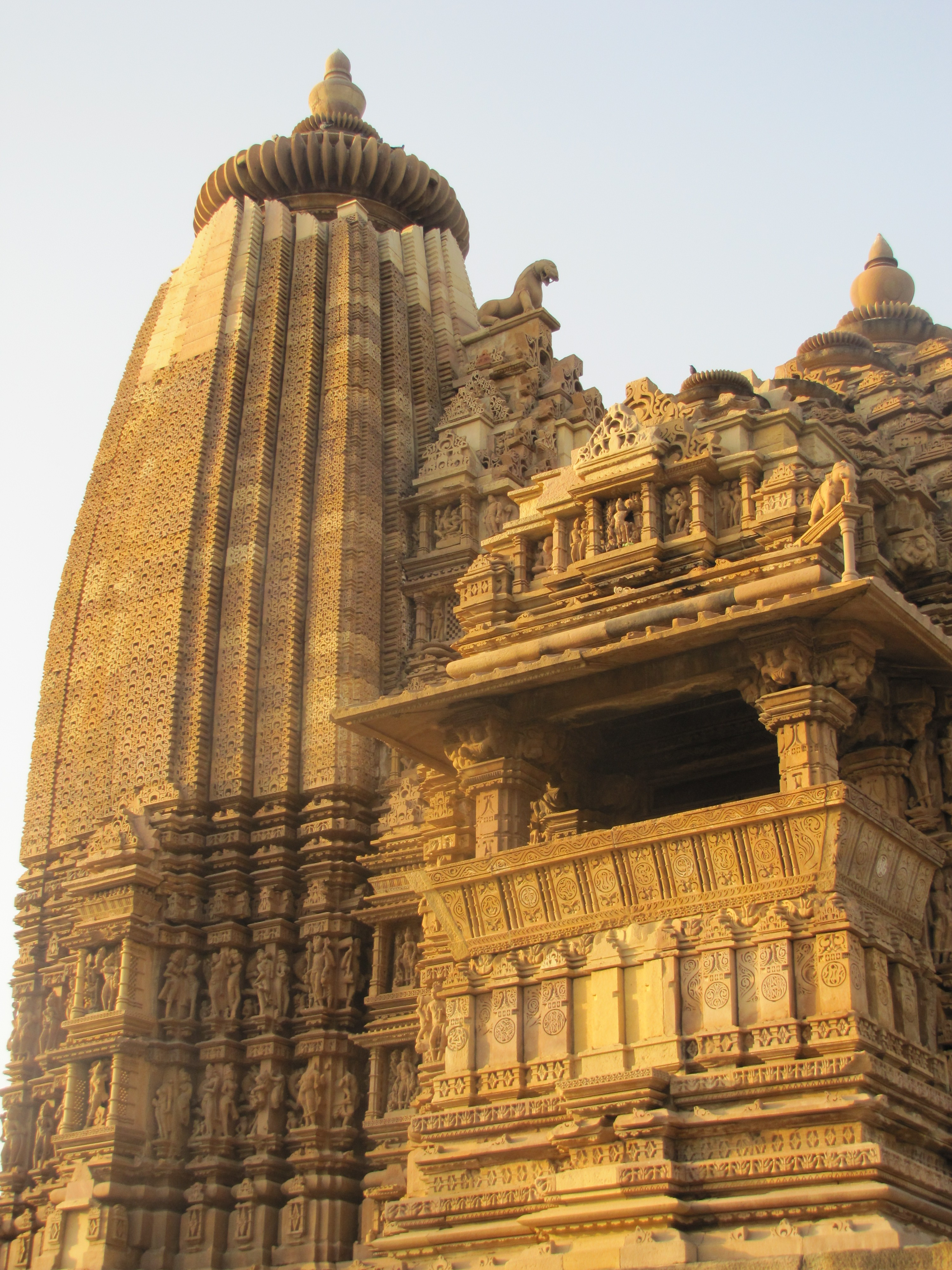
Vamana Temple
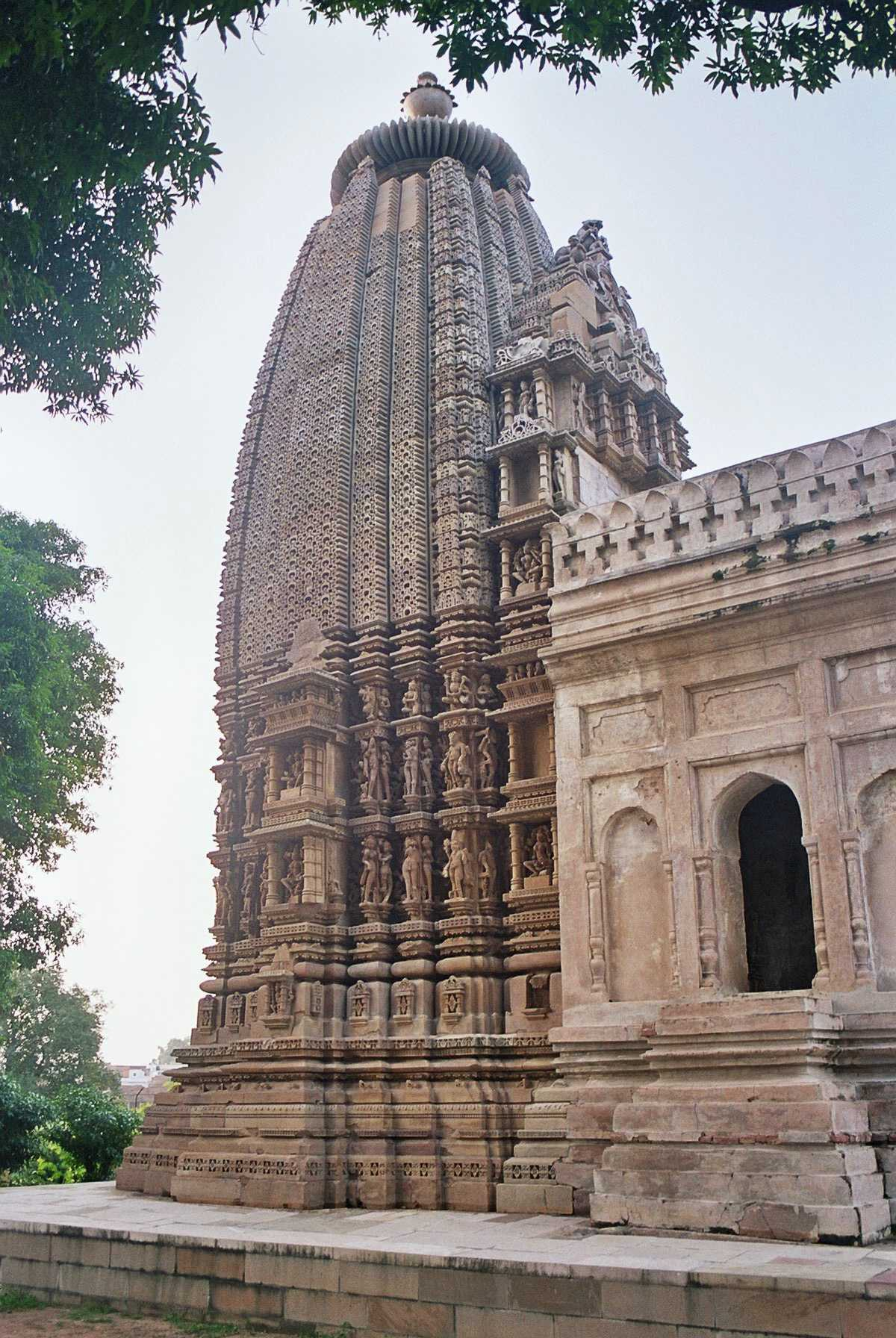
Adinath Temple